# Edda Göring
Edda Göring (ur. 2 czerwca 1938 w Berlinie, zm. 21 grudnia 2018 w Monachium) – niemiecka diagnostka laboratoryjna, córka nazistowskiego zbrodniarza, marszałka Luftwaffe Hermanna Göringa i Emmy Göring.

## Biografia
Kanclerz Niemiec, Adolf Hitler, został jej ojcem chrzestnym. W prezencie od ojca otrzymała drewniany model pałacu Sanssouci. W 1940 roku dziennik Der Stürmer ogłosił, że Edda została poczęta przez sztuczne unasienianie i nie jest córką marszałka. W ostateczności Juliusa Streichera (redaktora naczelnego gazety) pozbawiono partyjnych stanowisk. Po maturze rozpoczęła studia prawnicze. Pracowała jako diagnostka laboratoryjna. Wykorzystując wiedzę prawniczą zwracała się do sądu o zwrot części kolekcji dzieł jej ojca. Jednak nigdy nie odzyskała skonfiskowanego mienia. Jej ostatni pozew został odrzucony w 2015 roku. Przez kilka lat była w związku z Gerdem Heidemannem, dziennikarzem Sterna.
Została pochowana na Cmentarzu Leśnym w Monachium. Administracja cmentarza nie ujawniła dokładnego miejsca pochówku.